# تپه چنار علیا
تپه چنار علیا مربوط به مفرغ است و در شهرستان خرم‌آباد، بخش دوره چگنی، دهستان تشکن، ۵۰ متری شمال روستای چنارعلیا واقع شده و این اثر در تاریخ ۲۲ اسفند ۱۳۸۵ با شمارهٔ ثبت ۱۸۲۱۵ به‌عنوان یکی از آثار ملی ایران به ثبت رسیده است.